# Piper PA-35 Pocono
O Piper PA-35 Pocono foi uma aeronave comercial regional desenvolvida pela Piper Aircraft em no final dos anos 60. Somente uma aeronave foi construída, com o projeto não sendo desenvolvido.

## Desenho e desenvolvimento
A Piper começou a trabalhar num projeto de um bimotor comercial não pressurizado para 16 a 18 passageiros em 1965, com o primeiro protótipo voando em 13 de maio de 1968. O Pocono era um monoplano de asa baixa propelido por dois motores Lycoming TIO-720-B1A, de 475 hp (354 kW) cada. Era planejado que a aeronave seria construída na nova fábrica da Piper em Lakeland, na Flórida. Devido a problemas durante o desenvolvimento, a empenagem foi aumentada, a fuselagem foi estendida e os motores foram modificados por versões de 520 hp (388 kW).
O desenvolvimento do projeto foi parado em 1969, inicialmente para focar os esforços em outros projetos, porém, a parada foi influenciada pela falta de um motor adequado no mercado e um número considerável de linhas aéreas regionais indo a falência nos Estados Unidos. Em 1970, a Piper propôs uma variante quadrimotora e outra com motores turboélice, porém, nenhuma foi desenvolvida.
Em 1978, iniciou um programa de cooperação entre a Piper e a WSK Mielec, da Polônia. Como parte da iniciativa, a fuselagem e asas do protótipo do Pocono foram transportadas da Flórida para a Polônia, com uma equipe de engenheiros montando a aeronave no centro de pesquisa & desenvolvimento em Mielec. O programa relativo ao Pocono foi nomeado como M-19, com o projetista Tadeusz Widełka como líder da equipe. O programa foi abandonado pelos poloneses após o programa do An-28 ter sido lançado em Mielec. A fuselagem do PA-35 foi transportada para o campus da Universidade Técnica de Rzeszów. A aeronave foi movida mais tarde (provavelmente em 1994) para a cidade de Widełka.

## Especificações
Dados de Piper Aircraft and their forerunners 
Características Gerais
- Tripulantes: 2 (piloto e co-piloto)
- Capacidade: 16 passageiros
- Comprimento: 12.91 m (42 ft 4 in)
- Envergadura: 15.05 m (51 ft)
- Altura: 5.31 m (17 ft 5 in)
- Peso Vazio: 2.527 kg (5.572 lb)
- Peso Máximo de Decolagem (MTOW): 4.423 kg (9.750 lb)
- Motor: 1x AVCO-Lycoming TIO-720-B1A, oito cilindros opostos, refrigerado a ar, 520 hp (388 kW);

Desempenho
- Velocidade Máxima: 417 km/h (260 mph; 230 kn);
- Velocidade de Cruzeiro: 377 km/h (235 mph; 204 kn);
- Alcance: 1.127 km (610 nmi);
- Teto de Serviço: 8.841 m (29.000 ft);
- Razão de Subida: 8.5 m/s (1.680 ft/min);

## Bibilografia
- Peperell, Roger W; Smith, Colin M (1987). Piper Aircraft and their forerunners. Tonbridge, Kent, England: Air-Britain. ISBN 0-85130-149-5

## Ligações Externas
- AvPlan AeroArchive 1: The Piper PA-35 Pocono (Arquivado)/(em Inglês)